# Détrier
Détrier là một xã thuộc tỉnh Savoie trong vùng Rhône-Alpes ở đông nam nước Pháp.